# Puy-Guillaume
Puy-Guillaume è un comune francese di 2 683 abitanti situato nel dipartimento del Puy-de-Dôme nella regione dell'Alvernia-Rodano-Alpi.

## Società

### Evoluzione demografica
Abitanti censiti